# Kostel Zvěstování Páně (Úvaly)
Kostel Zvěstování Páně (někdy uváděný též jako Zvěstování Panny Marie) je římskokatolický farní kostel ve městě Úvaly, spadá pod duchovní správu úvalské farnosti. Kostel je zapsán na seznam kulturních památek.

## Historie

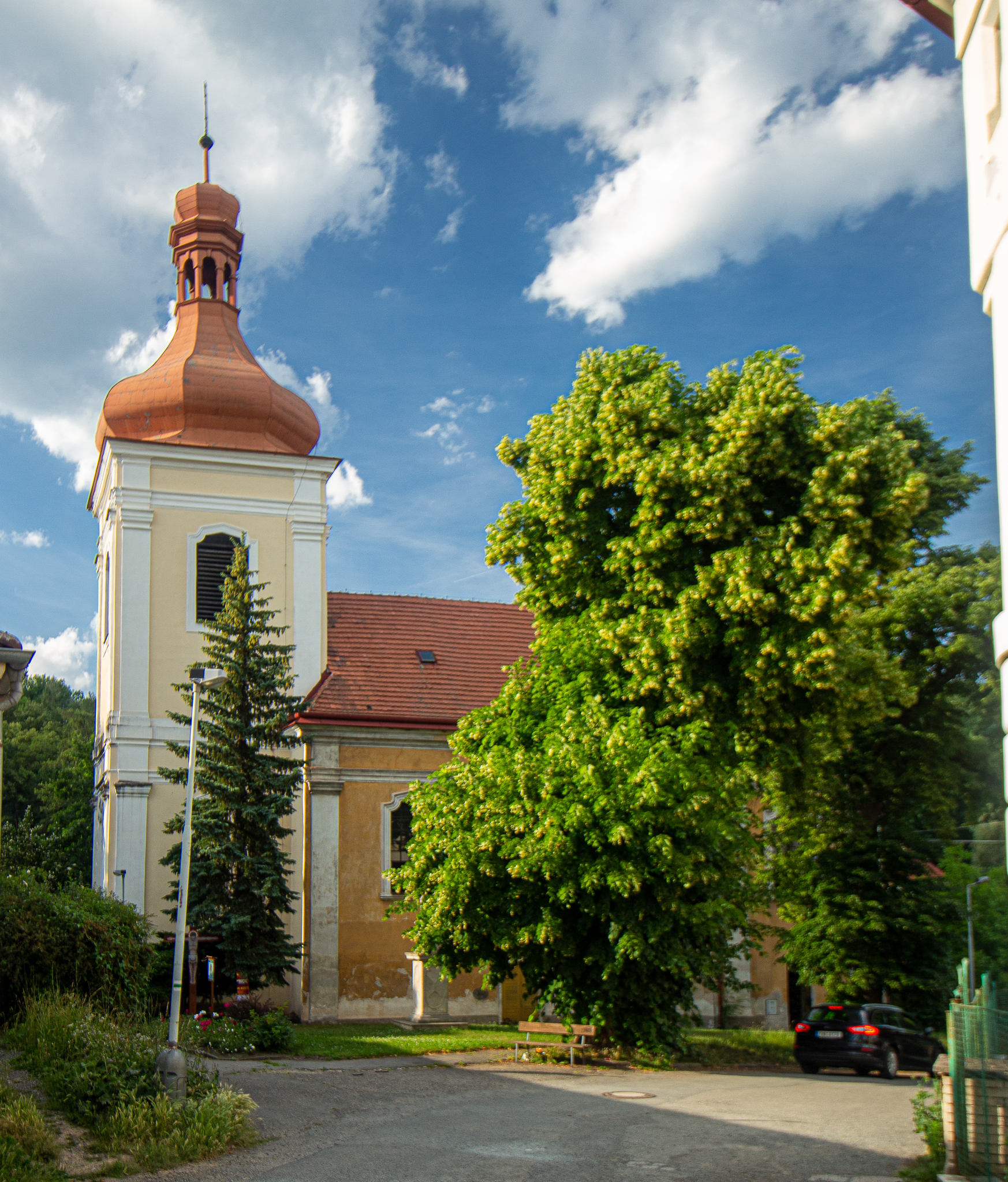
Věž kostela

Existence kostela v Úvalech lze předpokládat už před rokem 1359, kdy je zmiňován kněz, který odešel z Úval. První přímá písemná zmínka o kostele v Úvalech je z roku 1385, kdy je uváděn jako filiální pod farou v Horkách. Poté se až do 17. století objevují jen zprávy o tom, kdo získal podací právo v Úvalech. Dá se však předpokládat, že od husitských válek až do poloviny 17. století sloužil na tomto kostele utrakvistický kněz.
Přesnější informace o kostele existují až od poloviny 17. století. Zachovaly se jednak farářské relace z let 1677 a 1700 a jednak zpovědní seznamy. V 70. letech 17. století byl kostel prokazatelně katolický a je označován jako chrám Blahoslavené Panny Marie. Do roku 1683 náležel k faře sluštické a poté k faře Tuklatské.
Nynější barokní podobu získal kostel po opravě, která byla dokončena roku 1724. Větší opravy střechy, báně a fasády kostela byly prováděny ve dvacátých letech 20. století a pak v letech 1970–1972. Poslední úprava interiéru proběhla v roce 1974.

## Vzhled kostela
Kostel má jedinou podélnou loď s pravoúhlým presbytářem a obdélnými přístavby oratoří po stranách. U vstupu na západní straně stavby je symetricky umístěná mohutná hranolová věž zvonice s cibulovou bání. Jednoduché fasády kostela jsou členěny nárožními pilastry a sedmi obdélnými okny, zevně v horní části barokně zazubenými.
Na prostranství vedle kostela stojí barokní socha sv. Jana Nepomuckého.

### Interiér

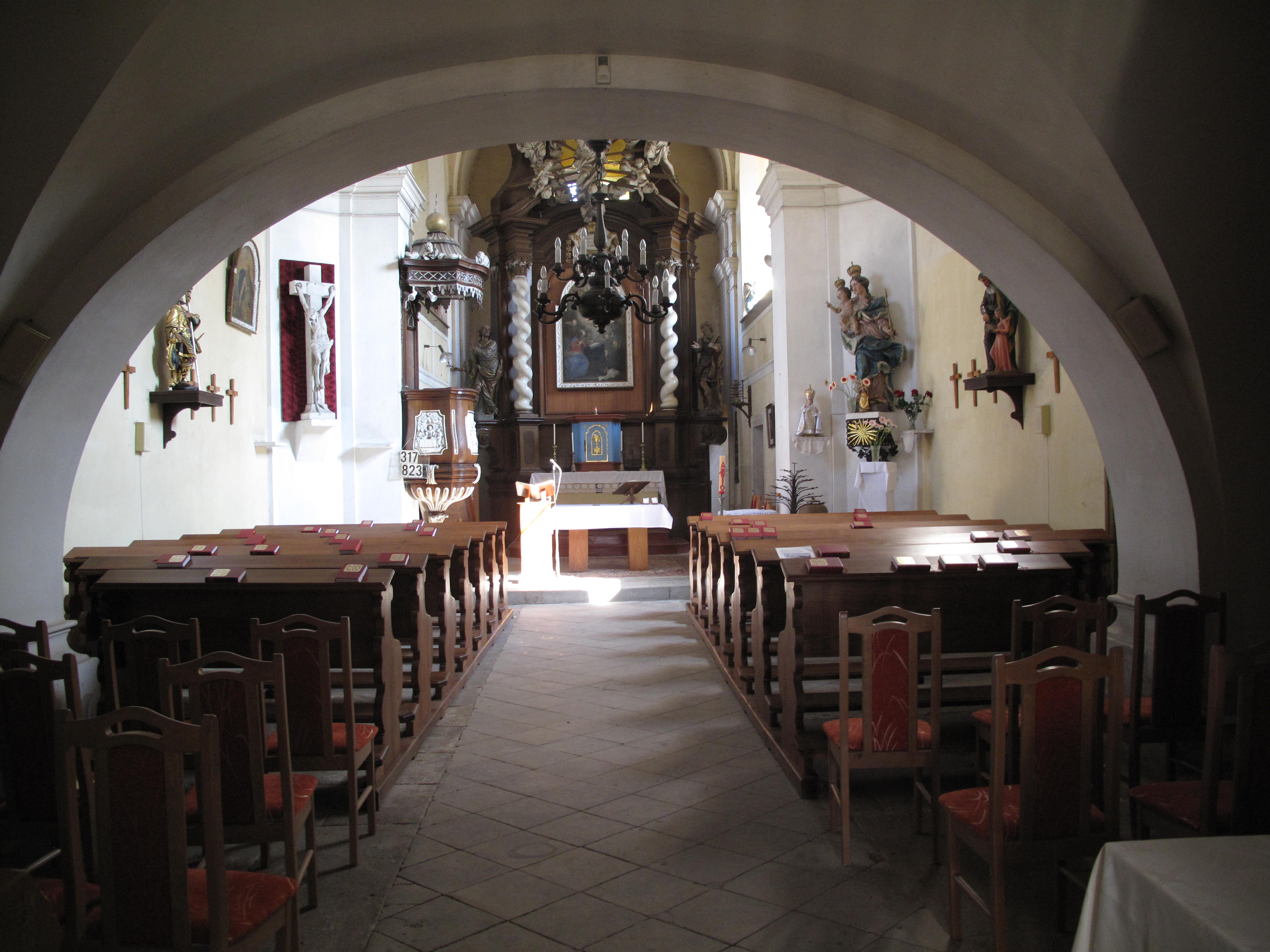
Interiér kostela

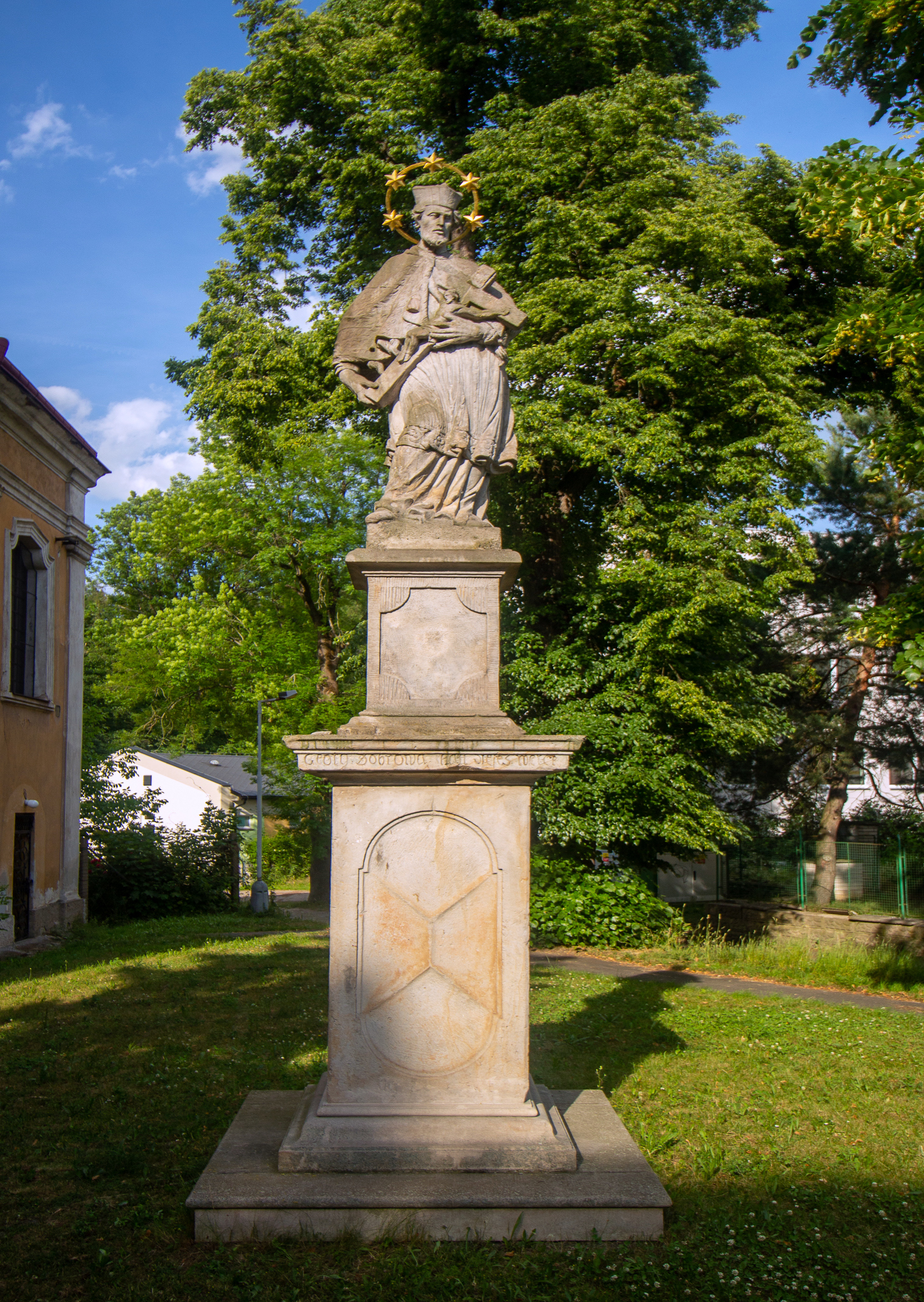
Socha sv. Jana Nepomuckého před kostelem

Střídmý interiér je v presbytáři sklenut valenou klenbou s lunetami, stejný strop mají i oratoř, kruchta a podvěží, hlavní loď je zastropena „plackou“, typickou klenbou malých českých kostelů. Čelní dřevěný portálový oltář s točenými sloupy pochází z období baroka (1720). V jeho středu je obraz Zvěstování Páně, po stranách jsou umístěny sochy sv. Josefa a sv. Jáchyma. V horní části se nachází sousoší Nejsvětější Trojice s anděly. Na zadní straně oltáře je nápis „K wietči czti a chvale Neyswietijssi Rodičcze blahoslawene P. Marii tento oltarz dal postawiti na svůj naklat Slowutny P. Jirzy Doubrawa, malowan 1720.“

Na severní straně lodi kostela je umístěna socha Božského Srdce Ježíšova. Ve vstupním jezírku je od roku 1999 kříž (ukovaný z ostnatého drátu) od úvalského umělce Karla Bittnera. Na stropě kostela je ve štukovém rámu obraz Korunování Panny Marie. V levé části kostelní lodi je pseudobarokní kazatelna. V interiéru je rovněž umístěna pamětní deska z roku 2000 s nápisem: 
Dne 18. 6. roku 2000 - U příležitosti oslav 700 let obce Úvaly sloužil v tomto chrámu slavnostní mši sv. J. Em. Miloslav kardinál Vlk arcibiskup pražský a primas český